# Karina Rabolini
Karina Eliana Rabolini (Elortondo, provincia de Santa Fe, Argentina; 27 de abril de 1967) es una empresaria y exmodelo argentina que fue presidenta de la Fundación del Banco Provincia (2007-2015), segunda dama de la Nación Argentina (2003-2007) y primera dama de la provincia de Buenos Aires (2007-2015), al haber estado en pareja con el motonauta y político Daniel Scioli, con quien también se había casado y divorciado previamente.

## Biografía
Nació en Elortondo, provincia de Santa Fe, siendo hija de Isabel Elena Pettenatti y Raúl Alberto Rabolini. Tiene dos hermanos, Andrea, dos años mayor, y Santiago, 16 años menor. De pequeña, y junto a toda su familia se trasladan a la Capital Federal, donde Karina obtendría reconocimiento como modelo.

## Carrera y familia
En 1986 conoció a Daniel Scioli, con quien se casó el 10 de diciembre de 1991 por civil, siendo la ceremonia religiosa en la Parroquia San Ignacio el 12 de diciembre del mismo año. Se divorciaron en 1998 y decidió ir a vivir a Europa, pero en 2001 volvieron a formar pareja. Al asumir Daniel Scioli la gobernación de la provincia de Buenos Aires en 2007, además de las funciones de primera dama bonaerense presidió la Fundación Banco Provincia del Banco de la Provincia de Buenos Aires.
Desde que asumió su cargo al frente de la Fundación Banco Provincia en 2007, Karina se dedicó a impulsar políticas de microcrédito entendiendo este último como una herramienta de inclusión económica y por ende social. El microcrédito como posibilidad de acceso al trabajo se convirtió en uno de sus principales intereses, tema que expuso en la conferencia CIRS 2014 en noviembre último. Es por ello que en alianza con el Banco de la Provincia de Buenos Aires y organismos internacionales consiguió ampliar un programa preexistente ofreciendo más y renovadas oportunidades a nuevos emprendedores. En la Fundación llevó adelante diversos Programas Institucionales. Entre ellos, se destacan "Una Mirada para los Niños", programa mediante el cual la Fundación junto a  un grupo de oftalmólogos hace una revisión ocular, para luego entregar anteojos, en caso de que sea necesario. Este programa está destinado exclusivamente a alumnos de las escuelas primarias del conurbano bonaerense. El programa Ayudando a llegar, destinado a entregar bicicletas a alumnos de Escuelas Rurales, para que los chicos puedan concurrir a la escuela todos los días. La fundación, también cuenta con un Programa de Becas, mediante el cual, después de una evaluación socio-ambiental, se realizan ayudas mensuales a quienes más necesiten.[cita requerida]
Si bien su participación política fue estrictamente protocolar, ella participaba habitualmente en actos públicos, como así también de entrevistas y programas televisivos políticos.
Su labor en la Fundación le ha sido reconocida con diversos premios y menciones tales como El sol de Oro (2008), el Premio Maternidad Fundamind (2010), el Premio Cilsa Compromiso social (2011), el Premio Isalud a la trayectoria (2011) y la distinción como madrina del Festival Solidario del Hospital Ricardo Gutiérrez en 2011, entre otros.[cita requerida]
Luego de las elecciones presidenciales de 2015, Rabolini y Scioli se separaron nuevamente  dejando también su cargo en el Banco de la Provincia de Buenos Aires. Luego de seis años de relación, en mayo de 2024 se casó con el empresario Ignacio Castro Cranwell, exjefe de prensa de Daniel Scioli.
En su rol de empresaria comercializa perfumes, productos de belleza y anteojos bajo una marca que lleva su nombre.

## Premios
- 2008: Premio El Sol de Oro
- 2009: Premio Estilo
- 2010: Premio Maternidad Fundamind
- 2011: Premio Cilsa Compromiso Social - Premio Isalud
- 2014: Premio Tijeras